# 虎丰铁路
虎丰地方铁路为解决河北省丰宁县交通闭塞、不通铁路的困局而兴建的县属地方铁路。南起京通铁路虎什哈站，北至丰宁县城，全长57.950km。
随着锡盟煤田的大开发，虎丰铁路是虎蓝铁路或称多丰铁路的重要组成部分，是锡盟褐煤经塔黄旗站换张唐铁路在曹妃甸下海的通道。

## 线路
一期工程南起京通铁路虎什哈站，经滦平县虎什哈镇至丰宁县天桥镇，全长9.731km，铺轨里程11.64km。特大桥1座554m；大桥1座116m；中桥1座46m；涵洞32座769.9m；天桥梁隧道556m；三道河一号隧道110m；三道河二号隧道531m；四道沟隧道67m。
二期工程从天桥镇，沿潮河而上，至丰宁县城北三道沟门，全长48.204km。技术等级为地方铁路Ⅰ级单线。限制坡度12‰。最小曲线半径一般300米，困难地段250米。天桥、黑山嘴、塔黄旗、长阁至丰宁。原定服务于丰宁县货运，近期年货运量115万吨，远期货运量185万吨。大唐国际接手后设计年运量2000万吨。锡多铁路有限责任公司接手后改为复线年运量亿吨。

## 历史
一期工程1990年由北京铁路局勘测设计院完成施工图设计。1991年开工建设，1998年建成试通车，1999年12月23日正式通车运营。业主为丰宁满族自治县地方铁路管理局，注册资金5700万元。
二期工程总预算9.57亿元。设有天桥站、黑山嘴站、塔黄旗站、长阁站至丰宁站。2003年由大唐国际承德铁路项目筹建处作为建设单位筹建。2006年12月28日奠基。2008年开工建设，计划工期两年。2009年建设单位变更为集通铁路有限公司下属的锡多铁路有限责任公司。2012年6月11日开始铺轨。预计在2013年6月30日竣工通车。一期工程则因产权问题尚未解决，改造工程一度无法实施。
2017年8月26日，锡林郭勒盟发改委及兴富投资公司与丰宁县人民政府达成虎丰铁路一期工程（虎什哈至天桥段）资产转让协议，锡多铁路公司也计划对虎丰铁路一期进行改造。
2021年4月，虎丰铁路一期升级改造工程正式开工建设。
2022年1月11日，虎丰铁路一期升级改造工程开通。